# 世界語界
世界語界（世界語：Esperantujo 或 Esperantio）是指世界語者所組成的社群， 同時亦指使用世界語的地方或組織。“世界語界”一詞在世界語中的概念等同於國家。
雖然目前世界語並沒有自己固定的疆域，但是通常認爲，世界語社群由120擁有世界語協會的國家組成。

## 詞源
世界語界一詞在世界語中可拆分爲 Esperant-ujo。其中後綴 -ujo 在世界語中一般用於表示國家。
另外一個意思相近的詞爲世界語者界（世界語：Esperantist-ujo）。不過該詞強調“人”該實體概念。使用世界語界一詞，可以更加凸現世界語抽象的文化概念。
近來，世界語中除了後綴 -uj 外，亦可使用 -io 表達國家。因此世界語界一詞亦可拼寫爲 Esperantio。護照服務和世界語公民社群使用該詞。

## 歷史
1908年 William Molly 博士提議在莫里斯尼特建立以世界語爲國語的國家，“友誼國”（世界語：Amikejo，直譯爲“友誼之地”）。但是後續就倘不明確。1919年， 莫里斯尼特根據凡爾賽條約被併入比利時。
20世紀60年代期間，又有新一波的世界語建國熱潮。1967年，玫瑰島共和國自行在意大利宣稱獨立建國。
2001年6月2日，部分世界語組織宣佈建立“世界語公民”， 以致力於“成爲國際法承認的國家主體”以及“團結流散各地， 對所在國沒有認同感的世界語者”。世界語公民頻繁使用“Esperantujo”（世界語界）一詞，但是該組織對該詞的理解深受勞馬主義的影響。因此，世界語公民所認爲的“世界語界”與一般的傳統理解不同。

## 地理分佈

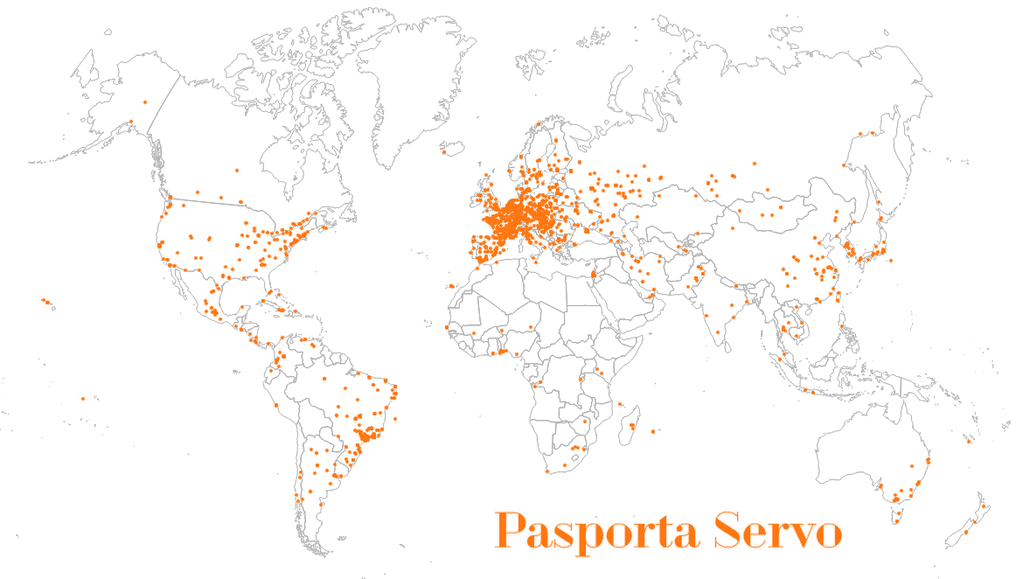
全球有護照服務成員的城市

德國哈茨山麓黑爾茨貝格市自2006年7月12日起被稱爲“世界語城市”。 所有公共標誌皆使用德語與世界語雙語。
根據國際世界語協會的會員資料，擁有最多世界語的國家爲 （由多到少排列）：巴西、德國、日本、法國、美國、中國、意大利。
2017年，一款名爲Amikumu的軟件上線。軟件允許世界語者尋找週邊的語伴。

## 政治

### 組織
世界語界由於並非真正意義上的國家，因而並無政府體系。但是存在一系列世界語組織：
- 國際世界語協會建立於1908年， 總部位於荷蘭鹿特丹。該協會致力於促進使用世界語，解決國際關係中的語言問題，鼓勵人類間所有類型的精神與物質交流，以及加強所有成員之間的團結，強化會員對他人的理解和尊重。
- 歐洲世界語聯盟是代表整個歐洲大陸世界語的組織。相同等級上，國際世界語組織亦有專門的委員會負責各大陸的世界語推廣事務。
- 目前至少有120個國家有其本地的世界語協會或組織。
- 全球有不少世界語俱樂部組織活動推廣世界語和世界語文化。

另外， 世界語國際組織還有無民族世界語協會和全世界世界語者青年組織等。後者在46個國家有分部。

### 國際關係
國際世界語協會（UEA）並非政府組織，但是普遍該組織在國際上代表世界語，除了聯合國及聯合國教科文組織，還和聯合國兒童基金會及歐洲委員會建立了諮詢關係，以及和美洲國家組織建立了一般合作關係。UEA亦和國際標準化組織（ISO）在術語標準化上進行合作。UEA同時活躍與歐盟及其他國際組織交流信息。2011年5月10日，UEA與國際術語信息中心簽訂合作條約，以促進雙方信息交流，支持雙方在項目、會議、出版上的術語工作。UEA是國際術語信息中心的觀察成員。

### 政治運動
2003年，歐洲歐洲–民主–世界語政黨成立，聯合各歐洲國家的本地世界語組織。政黨的工作語言是世界語。該政黨目標是“爲歐盟提供必要工具以建立成員權利民主”。政黨的最初目標是在公衆中推廣世界語的使用和提高世界語形象。政黨在法國穩健壯大：2004年獲 25067 選票，2009年獲 28944 選票，2014年獲 33115 選票。

### 標誌
綠星旗是世界語旗幟，由以下成分組成：
- 旗幟爲 2：3 比例的長方形；

綠星旗.

- 旗幟爲綠色底色，代表希望。底色並沒有規定色號，但通常009900最常用；
- 一個白色正方形方框位於左上角，白色表示中立與和平；
- 白色方框內有一綠星，表示五大洲

世界語的代表歌曲是 《希望》，由柴門霍夫本人填詞。

## 大衆

### 教育

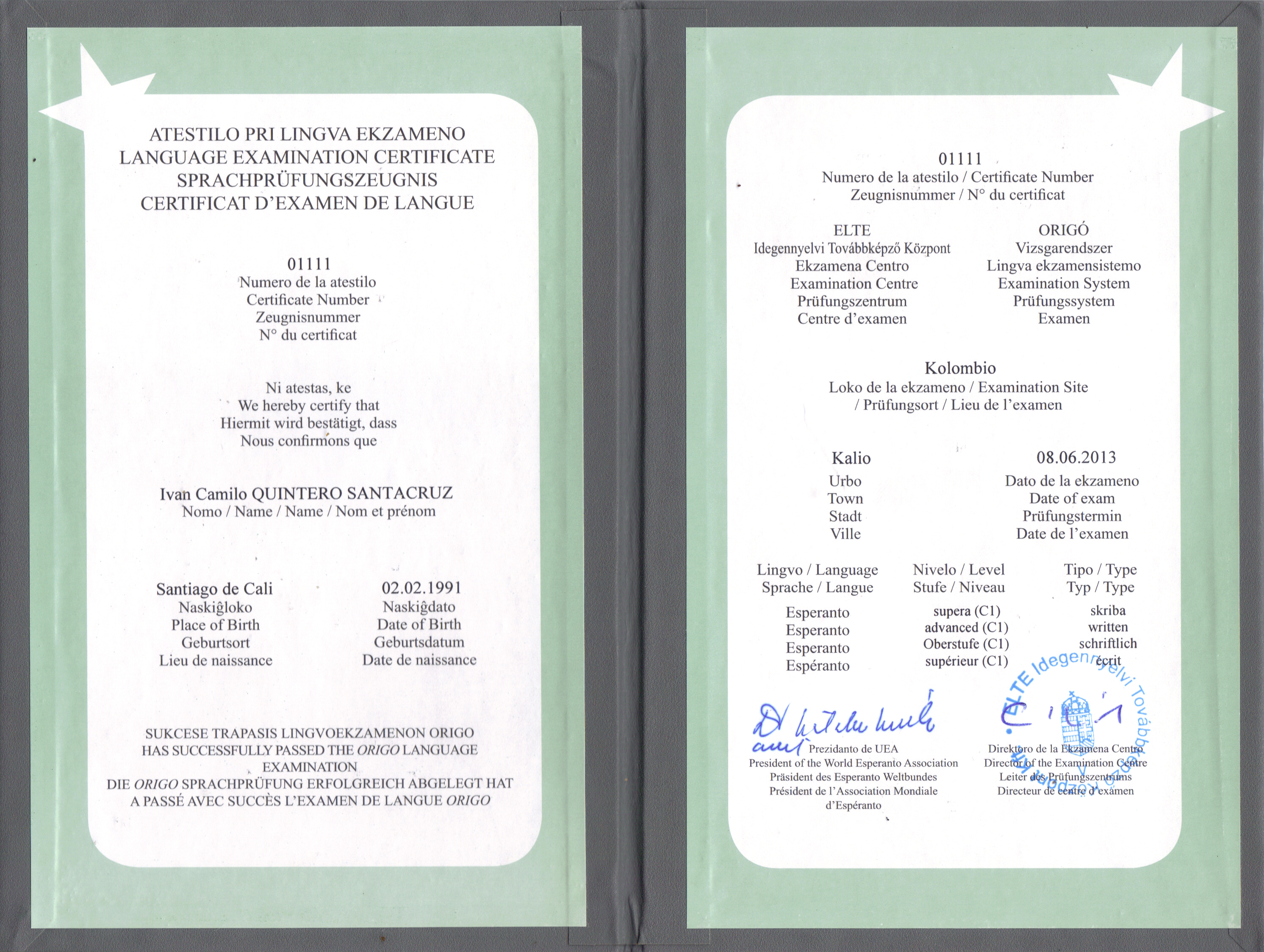
KER考試證書

除了大量的世界語書籍，例如《世界語基礎》，還有一些阿西米式和視頻教學，英國廣播公司（BBC）的兒童語言啓蒙動畫《瑪澤的故事》亦有世界語版本。近年來，網絡上還涌現出大量在線世界語教程 （页面存档备份，存于）。匈牙利羅蘭大學提供符合歐洲共同語言參考標準（CERF）的世界語水平證書考試。 2014年有多於1600人參加該考試，其中470人達到B1，510人達到B2以及700達到C1。國際世界語教師聯盟亦出版爲教師準備的教學材料。
世界語亦被用於科學教學。例如，世界語促進科技使用大會自1998年11月以來每年都在捷克和斯洛伐克舉辦。數學教授 Ulrich Matthias 創建了以世界語學習線性代數的文檔。美國緬因州的世界語協會亦發佈了世界語版本的 Python 指南書。

### 傳媒
第一份世界語期刊《世界語者》於1889年創立，之後很多國家亦創立大量其他世界語雜誌。當中部分由某些世界語協會發佈，例如 Esperanto，Sennaciulo 以及 Kontakto 等。在線雜誌方面，有於2003年起開始發佈的 Libera Folio，致力提供對目前世界語運動的批判看法。大部分雜誌主要涉及時事，例如 Monato 在超過60個國家發行。該期刊的文章由40多位熟悉本地情況的世界語者所撰寫。 其他比較受歡迎的世界語報紙還有 La Ondo de Esperanto，Beletra Almanako，Literatura Foiro 以及 Heroldo de Esperanto 等。
Muzaiko 創自2001年，是一款世界語國際廣播平臺，全天候提供歌曲、面試、時事等內容。除了 Muzaiko，其他以世界語廣播的平臺還有 Radio Libertaire，Polskie Radio，Vatican Radio，Varsovia Vento，Radio Verda 以及 Kern.punkto 等。

### 互聯網
互聯網的普及極大地促進了世界語的交流與傳播。一些大型平臺例如 Facebook 和 Google 都發佈了世界語版本。2009年12月15日，正值世界語創作者柴門霍夫的150週年誕辰，Google在其搜索引擎上添加了世界語旗幟的Google塗鴉。Twitter，Telegram，Reddit 以及 Ipernity 上都有規模龐大的世界語社群。另外，WordPress以及YouTube上都有不少世界語內容。辦公軟件 LibreOffice，瀏覽器 Mozilla Firefox，以及編程教程 Scratch 亦有提供世界語版本。在線遊戲例如我的世界還有世界語界面。
加密貨幣門羅幣用世界語命名（世界語中“硬幣”之意），其官方版本的加密貨幣錢包有世界語版本。

### 體育
雖然世界語界並非國家，但是卻存在世界語足球隊，自2014年起在每年的世界語大會上舉行比賽。 世界語足球隊還是新足球聯盟理事會的成員（但是沒能加入FIFA），並且在2014年對戰阿根廷的亞美尼亞社群以及在2015年對戰西撒哈拉。

### 世界語者
1905年，布倫宣言定義“世界語者”爲“說以及使用世界語的所有個人”。  “世界語主義”則被定義爲推廣世界語作爲多民族背景下國際通用語的運動。
月刊 La Ondo de Esperaton 自1998年起，每年皆會評選“年度世界語者”，以表彰當年爲世界語推廣作出傑出貢獻的個人。

## 經濟

### 商業
多數世界語協會以發行、銷售書籍爲主要盈利途徑。Vinilkosmo 是一家自1990年起發行世界語流行音樂的公司。世界語還有一個求職平臺，Eklaboru，由 Chuck Smith創辦，主要收集關於世界語協會或世界語會議的工作機會。

### 貨幣
世界語界中還有某些創立國際貨幣聯盟的構想，例如1907年，瑞士數學家 René de Saussure 曾提議使用貨幣 spesmilo⟨₷⟩，在第一次世界大戰之前確實有零星人使用。1942年亦有另外一款貨幣星星幣（Stelo），主要用於部分世界語會議，尤其在年輕人中比較流行。該貨幣還有管理機構Stelaro，負責計算匯率、儲存以及在各種電子會議上開設分行。星星幣由塑料製成，有1、3、10三種面值。2014年12月31號對歐元匯率爲1歐元兌換 4.189星星幣。
但是隨着時間流逝，星星幣的實際用途已經衰亡至無法使用。20世紀90年代以後，仍在流通中的星星幣逐漸被國際世界語協會回收。該協會在其書籍服務中有發售星星幣作爲紀念品。

## 文化

### 建築遺產

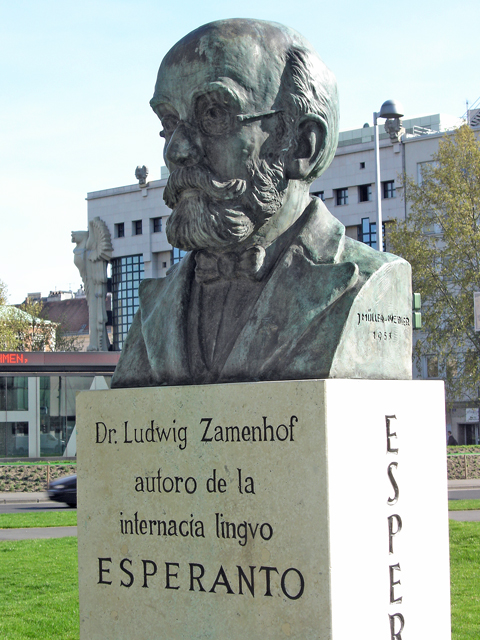
位於維也納的柴門霍夫紀念像

世界各地均有紀念柴門霍夫或者世界語的街道、地點、紀念塑像等。國際世界語協會有對應委員會專門負責管理該類有形遺產。

### 文化遺產
世界語文學是所有人造語言中最爲豐富以及多樣化的。目前有超過25,000本世界語書籍（包括原創以及翻譯）。
同時亦有一系列的世界語電影。世界語該語言本身，亦經常被很多其他電影所使用。

### 節日
世界語界內有很多公共節日爲世界各地的世界語者所慶祝，當中部分還被聯合國及聯合國教科文組織所認可。以下爲國際世界語協會所推薦慶祝的節日：
| 日期              | 節日名字                 | 含義                             |
| ----------------- | ------------------------ | -------------------------------- |
| 2月21日           | 國際母語日               | 保護文化多樣性                   |
| 2月最後一個完整週 | 國際友誼週               | 加強互相接觸及理解               |
| 4月14日           | 先賢紀念日               | 柴門霍夫的忌辰（1917年）         |
| 7月27日           | 世界語日                 | 《第一本書》出版紀念日（1887年） |
| 9月21日           | 國際和平日（聯合國）     | 停止戰爭，促進和平               |
| 9月26日           | 歐洲語言日 (歐洲委員會） | 鼓勵歐洲內的語言學習             |
| 12月15日          | 柴門霍夫日               | 柴門霍夫誕辰（1859年）           |

### 文化活動

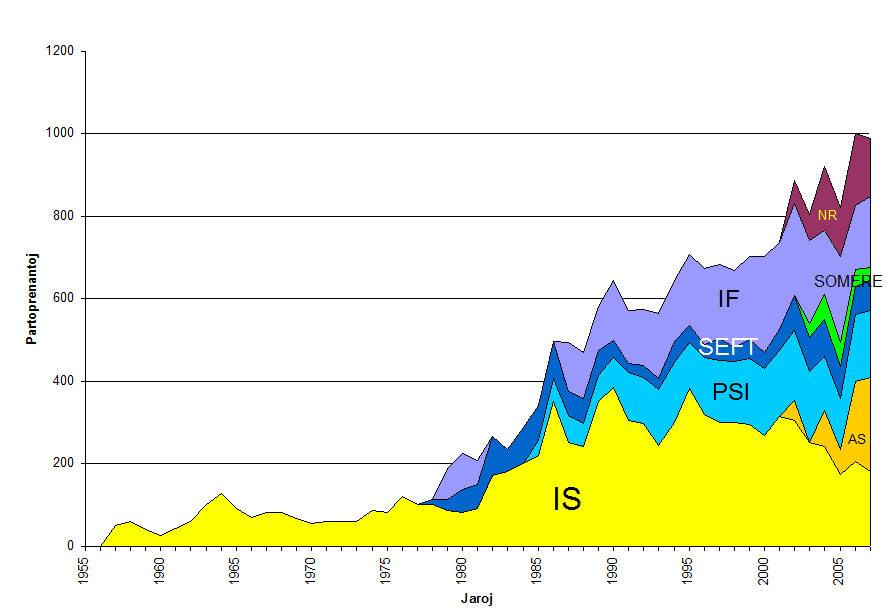
世界語會議在中歐的參與人數

每年世界個地均有各類世界語大會及活動舉行。比較有代表性的有國際世界語大會。還有以下一些活動：
- SAT-Kongreso，由無民族世界語協會每年舉辦；
- 國際世界語青年大會，由全世界世界語者青年組織舉辦；
- 國際兒童大會，針對6歲至16歲的世界語者，時間於每年的國際世界語大會同期；
- 世界語學習者夏令營，是全球規模最大的世界語學習活動

除了各類大會，還有一系列其他活動，例如新年聚會或世界語青年週，後者開始於每年12月的下旬至次年1月上旬。青年週至舉辦20餘年來，都比較成功。
鑑於全球各地不同時間確實有大量活動舉辦，亦有網站（页面存档备份，存于）負責整理及分享。還有 Esperanto.io提供全球地圖，標示各地各時的活動。